# Guerra croato-musulmana in Bosnia ed Erzegovina
La guerra croato-musulmana in Bosnia ed Erzegovina fu un conflitto armato durante la guerra in Bosnia ed Erzegovina, svoltosi tra il 18 ottobre 1992 e il 23 febbraio 1994.
Vide contrapposte le forze bosniaco-musulmane dell'Armata della Repubblica di Bosnia ed Erzegovina (ARBiH) e le forze bosniaco-croate del Consiglio di difesa croato (HVO) assistite dall'esercito regolare di Croazia (HV).
A causa del coinvolgimento dell'esercito della Repubblica di Croazia, il conflitto è stato definito dal Tribunale penale internazionale dell'Aia come un conflitto internazionale.

## La situazione prima del conflitto
Tra i croati in Bosnia, vi erano due fazioni. Quella maggiore era rappresentata dall'idea di Franjo Tuđman favorevole alla divisione etnica della Bosnia ed Erzegovina, mentre la fazione più piccola era propensa all'unità territoriale della Repubblica di Bosnia ed Erzegovina.
La prima frazione ebbe un punto di appoggio in Erzegovina, mentre la seconda era radicata nella Bosnia ed era guidata da Blaž Kraljević sostenendo l'alleanza tra musulmani e croati. Dei due rappresentanti croati alla Presidenza della Bosnia ed Erzegovina, uno, Franjo Boras, faceva parte della prima fazione separatista e l'altro, Stjepan Kljujić, apparteneva alla fazione unionista. Franjo Tuđman fin dall'inizio protesse e appoggiò la fazione separatista.
I croati erano molto sospettosi circa il ruolo dei musulmani nella Guerra in Croazia accusandoli di essere rimasti a fianco dell'Armata Popolare Jugoslava. Tuđman chiese il riconoscimento della Croazia nei suoi confini attuali cercando contemporaneamente di dividere la Bosnia ed Erzegovina.
Il Consiglio di difesa croato (HVO) aveva ricevuto armi e altri materiali di consumo da Zagabria attraverso la Comunità Democratica Croata di Bosnia ed Erzegovina (HDZ BiH).
Intanto Mate Boban, sotto il patrocinio di Tuđman, era diventato il leader de facto dei croati in Bosnia emarginando Kljujić e Boras. Il 13 e il 20 giugno 1991 Franjo Tuđman tenne una riunione con i rappresentanti della HDZ BiH e dei comitati locali. Nel novembre venne approvato un documento firmato dai principali capi bosniaco-croati in cui si affermava la volontà del popolo croato della Bosnia a uno Stato indipendente. Boban prima creò lo Stato croato sotto il nome della "Comunità Croata dell'Erzeg-Bosnia" rinominato il 28 agosto 1993 come Repubblica Croata dell'Erzeg-Bosnia.
Il 17 giugno 1992 le forze croate sconfissero l'esercito serbo-bosniaco nella zona di Mostar occupando la riva orientale della Narenta. Mate Boban intanto introdusse il sistema croato per l'amministrazione, il sistema scolastico croato e la lingua "croata" divenne ufficiale. Su esplicito ordine di Boban e Tuđman la polizia croata svolgeva regolari repressioni(ad esempio le vessazioni e la successiva chiusura di Radio Bosnia, un'emittente musulmana in territorio croato). La polizia decise di istituire barricate in tutta la città di Mostar, impedendo ai musulmani di circolare liberamente (giacché i serbi erano già stati cacciati dalla città).
Boban non delineò mai ufficialmente i confini della Repubblica Croata dell'Erzeg-Bosnia. Mentre il suo vice nella Bosnia centrale, il criminale di guerra Dario Kodrić, era esplicitamente convinto che la Bosnia intera appartenesse alla Croazia. Egli stabilì il quartier generale a Novi Travnik e dichiarò le città della Bosnia centrale, Travnik e Vitez e le città nel nord-Erzegovina Jablanica e Konjic parte dell'Erzeg-Bosnia. In tre dei quattro comuni i musulmani erano maggioranza. Kordić pertanto non esitò spesso a dichiarare che "I musulmani non sono un popolo distinto. Essi sono croati di fede islamica". L'Armata della Repubblica di Bosnia ed Erzegovina (ARBiH) fino all'agosto 1992 completò la mobilitazione di 168 500 uomini non contando le forze del HVO e del Ministero dell'Interno della Repubblica di Bosnia ed Erzegovina. I problemi maggiori furono i rapporti con il Consiglio di difesa croato che vietava l'esistenza di una qualsiasi unità non-croata nella zona dell'Erzeg-Bosnia, cosa che non accadeva nelle zone musulmane dove le unità del Consiglio di difesa croato circolavano liberamente. Secondo gli ufficiali dell'ARBiH, la HVO a partire dall'inizio della guerra fermava i convogli di armi e logistica musulmani. Il problema principale era la creazione di un comando unificato in funzione anti-serba che venne creato solo alla fine del 1994.
Il comandante delle Forze di Difesa Croate (HOS) in Bosnia il colonnello Blaž Kraljević posto sotto il comando della Presidenza della Repubblica della Bosnia ed Erzegovina (guidata da Alija Izetbegović) il 9 maggio 1992 emise un proclama contro la divisione della Bosnia ed Erzegovina in netto contrasto con i vertici bosniaco-croati. Il 20 giugno 1992 l'HVO attaccò le postazioni musulmane di Gornji Vakuf e Novi Travnik. Per ripicca le unità HOS senza il consenso dell'HVO attaccarono le forze serbe a Trebinje subendo una sconfitta catastrofica.
Mate Boban chiamò Kraljević per un incontro a Mostar, il 9 agosto 1992 per discutere sul corso della guerra. Ma mentre questi tornava dalla riunione, insieme a otto comandanti dell'HOS su ordine di Boban vennero adescati in una trappola e fucilati da parte di una divisione HVO. A questo punto, liquidata la leadership HOS, Boban senza più intralci iniziò l'offensiva contro i musulmani.
Il primo nuovo scontro tra musulmani e croati si ebbe il 23 ottobre 1992, quando le forze HVO entrarono a Prozor sotto il controllo dell'ARBiH e sterminarono i civili musulmani della città e dei villaggi circostanti (Scipe, Kute e Varvara). I rifugiati da Prozor arrivarono a Gornji Vakuf. L'HVO pertanto attaccò nuovamente Gornji Vakuf, cittadina di grande importanza strategico-militare.
Ma con un colpo di scena pochi giorni dopo il 29 ottobre 1992, le forze serbe occuparono Jajce approfittando dello scontro tra croati e musulmani nella zona. I serbi giunsero a Jajce, mentre 40 000 cittadini croati e musulmani da Jajce fuggirono in direzione di Travnik.
Nel mese di dicembre 1992 giunse un grande afflusso di membri dell'HVO e dell'HV a Gornji Vakuf, per lo più dall'Erzegovina occidentale, con il pretesto di preparare il campo di battaglia a Kupres e Bugojno. Il 13 gennaio 1993 il colonnello HVO 
Željko Šiljeg impose un ultimatum all'ARBiH a Gornji Vakuf per disarmarsi e mettersi sotto il controllo dell'HVO, citando la "Decisione dell'HVO sull'organizzazione delle province". L'ARBiH non accettò l'ultimatum. A metà gennaio 1993 le unità croate si spostarono in un attacco aperto Gornji Vakuf e iniziando la pulizia etnica della città dai musulmani. In precedenza, lo stesso scenario si era effettuato nei villaggi di Bistrica, Uzričje, Ždrimci, Hrasnica e Duša. Successivamente a questi eventi Gornji Vakuf si trovò in stato d'assedio fino al marzo 1993 esposta a bombardamenti costanti. Nel mese di marzo infine firmò un armistizio.

## L'intensificazione della guerra

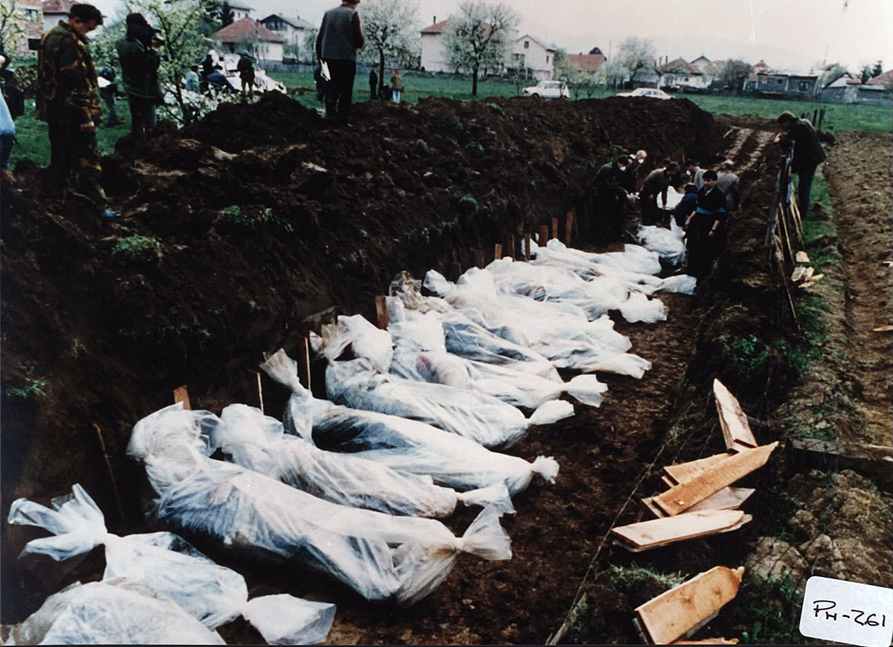
Corpi dei civili musulmani massacrati a Vitez dall'HVO.

Alla fine di aprile del 1993, il conflitto tra musulmani e croati si trasformò in una guerra a tutto campo di carattere internazionale. La notizia della imminente sconfitta musulmana a Srebrenica si diffuse in Bosnia centrale a cui si aggiunse l'arrivo decine di migliaia di profughi musulmani in pochi giorni, causò non poca inquietudine tra i croati.
A Kiseljak e Vitez, due tasche abitate dai croati a nord e ad ovest di Sarajevo, la polizia croata, in collaborazione con l'HVO lanciò un'azione preventiva, entrando nel villaggio musulmano di Ahmići, che circondato da villaggi con popolazione croata venne attaccato e 117 civili musulmani vennero bruciati vivi in una casa del villaggio, comprese donne, bambini e anziani questo fu il più grande crimine di guerra nel conflitto croato-musulmano. Seguì un'ondata di sgomberi forzati, uccisioni e stupri.
I musulmani in fuga da Vitez e si diressero verso Travnik e Zenica, sostenendo che i soldati croati gli diedero tre ore per lasciare la città o essere uccisi. Lungo la strada sono stati trovati corpi di due medici musulmani, che vennero fucilati nel percorso da Zenica a Vitez.
Intanto a Travnik l'HVO chiese che l'esercito musulmano si disarmasse, chiamando in causa il piano Vance-Owen, secondo cui Travnik feceva parte della provincia croata.
Sul territorio di confine nei pressi della battaglia si trovava Vareš che prima della guerra era abitata da musulmani e croati in egual numero oltre a una consistente minoranza serba, vittima però della pulizia etnica nel 1992. I musulmani e i croati erano riusciti a resistere al conflitto vivendo in pace fino all'estate del 1993 quando fra i croati iniziarono a dividersi. I leader locali erano favorevoli a un'ulteriore cooperazione con i musulmani, ma la situazione peggiorò con l'arrivo di unità HVO da Kiseljak nell'ottobre 1993. Il sindaco croato e il capo della polizia locale furono arrestati dopo poco tempo e poi rimossi dagli incarichi, perché contrari all'islamofobia dell'HVO.
L'HVO si mise subito all'opera, gli adulti maschi musulmani vennero deportati e le case musulmane incendiate, 19 bambine vennero violentate dai soldati croati. Ma ciò causò un errore strategico per i croati che non provarono neanche a difendere Vares, per cui nello stesso momento in cui guadagnarono il controllo della città iniziarono i preparativi per l'evacuazione della popolazione croata verso l'Erzegovina. Ci furono due vie per l'evacuazione: una via attraverso il territorio serbo e una via attraverso il territorio musulmano.
L'evacuazione attraverso il territorio serbo non era un problema perché l'HVO di Kiseljak collaborava coi serbi in funzione anti-musulmana; al contrario il villaggio musulmano di Stupni a soli 2 chilometri da Vares costituiva un rischio enorme. Contemporaneamente, Franjo Tuđman il 22 ottobre 1993 convocò una riunione presso il palazzo presidenziale, in presenza di Janko Bobetko, Imra Agotić, Josip Lucić e Gojko Šušak, in cui il confine dell'Erzeg-Bosnia era nella linea di Novi Travnik - Vitez - Busovača per risolvere il problema dell'assedio di Mostar e Gornji Vakuf.
Nella notte del 23 ottobre 1993, dopo una giornata di incessanti bombardamenti del villaggio di Stupni, i membri delle unità croate vi entrarono massacrandone la popolazione. Le atrocità contro i civili e la proprietà andarono avanti per giorni, fino alle prime ore del 3 novembre 1993 quando il capo croato ordinò alla popolazione croata di preparare per l'alba la fuga invitandola attraverso gli altoparlanti "le armate musulmane si stanno avvicinando alla città da nord, ovest e sud". Oltre 10 000 persone sono fuggite in una notte.

## La fine della guerra
Mentre i musulmani riconquistavano pezzo per pezzo i territori perduti e la guerra continuava a infuriare, il governo statunitense cominciò a esercitare pressioni su Zagabria. Clinton nominò un inviato Charles Redman, che aveva il compito di convincere Tuđman a dimenticare le pretese sulla Bosnia.
Gli Stati Uniti minacciarono che se ciò non fosse successo la Croazia avrebbe perso il supporto per la riconquista del territorio della autoproclamata Repubblica Serba di Krajina. L'iniziativa sulla cessazione del conflitto fu sostenuta dalla Germania che pure in precedenza aveva appoggiato la Croazia. Venne fissato un ultimatum per il 3 febbraio 1994 altrimenti sarebbero scattate le sanzioni internazionali per la Croazia. Quindi nei giorni successivi le delegazioni musulmane e croata si accordarono negli Stati Uniti d'America, a Washington, per la firma degli accordi di pace.